# Ладонія (Алабама)
Ладонія (англ. Ladonia) — переписна місцевість (CDP) в США, в окрузі Расселл штату Алабама. Населення — 3074 особи (2020).

## Географія
Ладонія розташована за координатами 32°27′31″ пн. ш. 85°5′46″ зх. д. / 32.45861° пн. ш. 85.09611° зх. д. (32.458570, -85.096059).  За даними Бюро перепису населення США в 2010 році переписна місцевість мала площу 8,14 км², з яких 8,13 км² — суходіл та 0,01 км² — водойми.

## Демографія
Згідно з переписом 2010 року, у переписній місцевості мешкали 3142 особи в 1262 домогосподарствах у складі 877 родин. Густота населення становила 386 осіб/км².  Було 1392 помешкання (171/км²).
Расовий склад населення:
| - 86,5 % — білих - 9,8 % — чорних або афроамериканців - 0,7 % — корінних американців - 0,3 % — азіатів - 1,2 % — осіб інших рас |

До двох чи більше рас належало 1,5 %. Частка іспаномовних становила 2,7 % від усіх жителів.
За віковим діапазоном населення розподілялося таким чином: 23,7 % — особи молодші 18 років, 63,6 % — особи у віці 18—64 років, 12,7 % — особи у віці 65 років та старші. Медіана віку мешканця становила 39,3 року. На 100 осіб жіночої статі у переписній місцевості припадало 99,2 чоловіків;  на 100 жінок у віці від 18 років та старших — 95,1 чоловіків також старших 18 років.
Середній дохід на одне домашнє господарство  становив 36 515 доларів США (медіана — 32 713), а середній дохід на одну сім'ю — 44 559 доларів (медіана — 40 815). За межею бідності перебувало 26,0 % осіб, у тому числі 28,1 % дітей у віці до 18 років та 18,5 % осіб у віці 65 років та старших.
Цивільне працевлаштоване населення становило 1024 особи. Основні галузі зайнятості: освіта, охорона здоров'я та соціальна допомога — 38,0 %, виробництво — 12,5 %, роздрібна торгівля — 10,4 %.